# Pachycereus pringlei
Espèce
Statut de conservation UICN

 LC  : Préoccupation mineure
Statut CITES
Pachycereus pringlei est une espèce de plantes à fleurs de la famille des Cactaceae (les cactus) et du genre Pachycereus.
Elle est dédiée à Cyrus Pringle (1838-1911), un botaniste américain.
Elle est originaire du nord-ouest du Mexique (États de Basse-Californie et du Sonora).
Sur ses terrains d'origine, il a souvent été détruit pour laisser place à des cultures. Ces destructions sont difficiles, les cactus doivent d'abord être brûlés.
Le fruit du cactus est comestible et consommé par la tribu des indiens Seri dans l'État du Sonora.
C'est l'espèce qui détient le record du cactus le plus haut avec 19,2 m.
Il présente un tronc pouvant atteindre 1 m de diamètre avec plusieurs branches. Il ressemble à l'espèce Carnegiea gigantea mais il en diffère par des cotes moins nombreuses, des branches plus nombreuses, la forme des fleurs et des fruits.
Les fleurs blanches en forme d'entonnoir de 8 cm de long n'apparaissent que sur les sujets adultes.
C'est une plante trimonoïque.

## Systématique
Le nom correct complet (avec auteur) de ce taxon est Pachycereus pringlei (S.Watson) Britton & Rose.
L'espèce a été initialement classée dans le genre Cereus sous le basionyme Cereus pringlei S.Watson.
Pachycereus pringlei a pour synonymes :
- Cereus calvus Engelm.
- Cereus calvus Engelm. ex J.M.Coult.
- Cereus pringlei var. calvus M.E.Jones
- Cereus pringlei S.Watson
- Cereus titan Engelm. ex J.M.Coult.
- Cereus titan Engelm., 1896
- Pachycereus calvus (Engelm. ex J.M.Coult.) Britton & Rose
- Pachycereus pringlei f. calvus (Engelm. ex J.M.Coult.) P.V.Heath
- Pachycereus pringlei f. constrictus P.V.Heath
- Pachycereus pringlei f. cristatus P.V.Heath
- Pachycereus pringlei f. gibbosus P.V.Heath
- Pachycereus titan (Engelm. ex J.M.Coult.) Britton & Rose
- Pilocereus pringlei (S.Watson) F.A.C.Weber

## Galerie

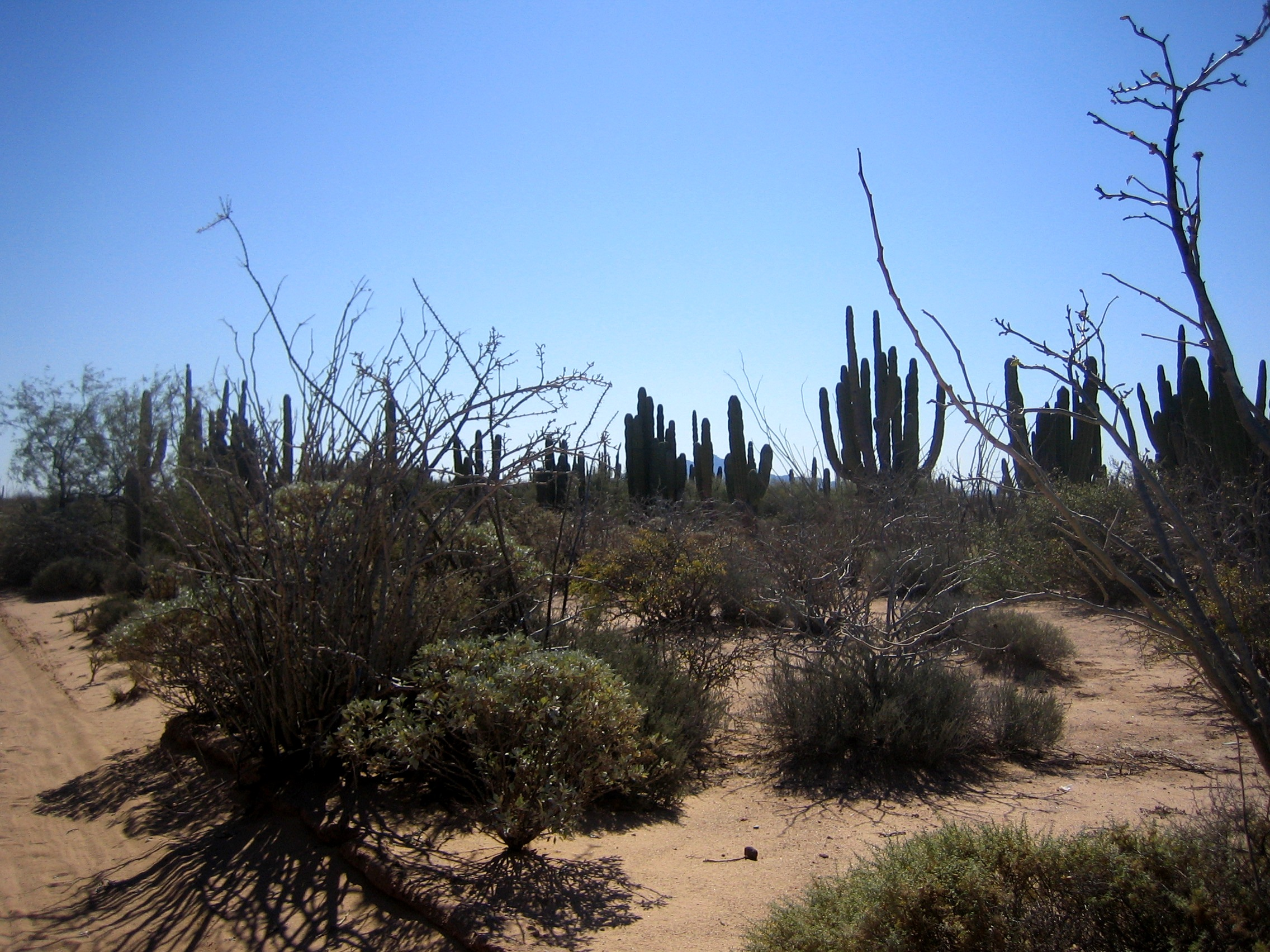
Champ de P. pringlei
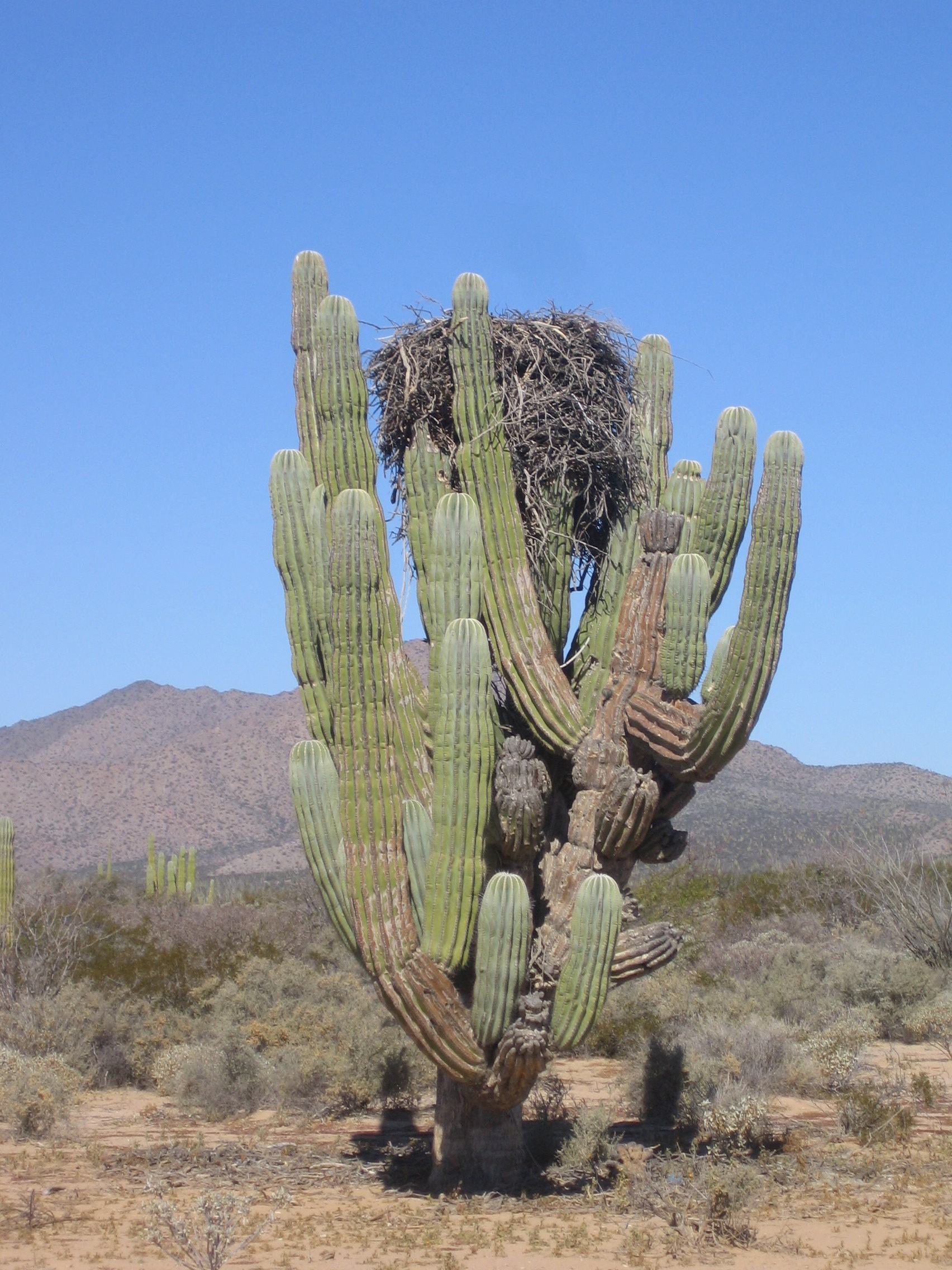
P. pringlei avec un nid de balbuzard
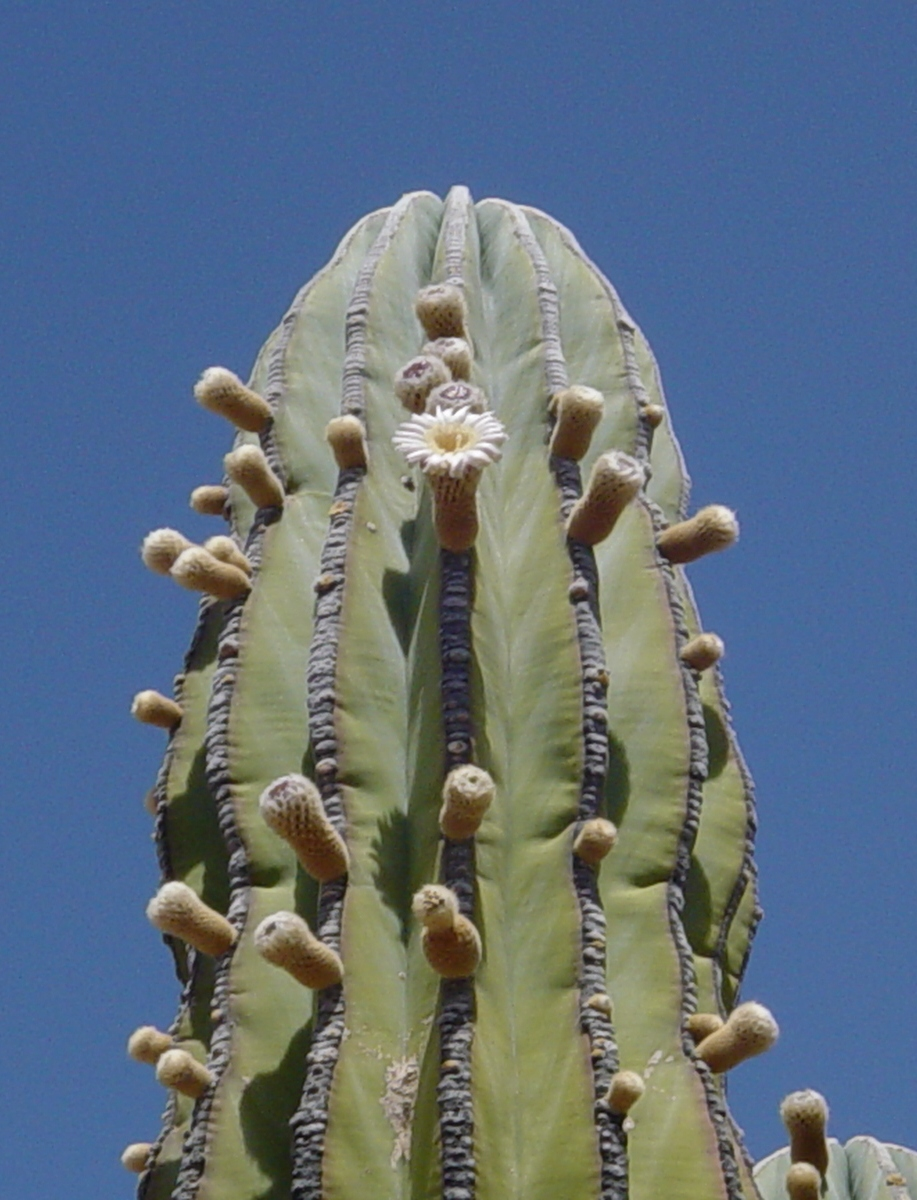
P. pringlei avec des bourgeons floraux
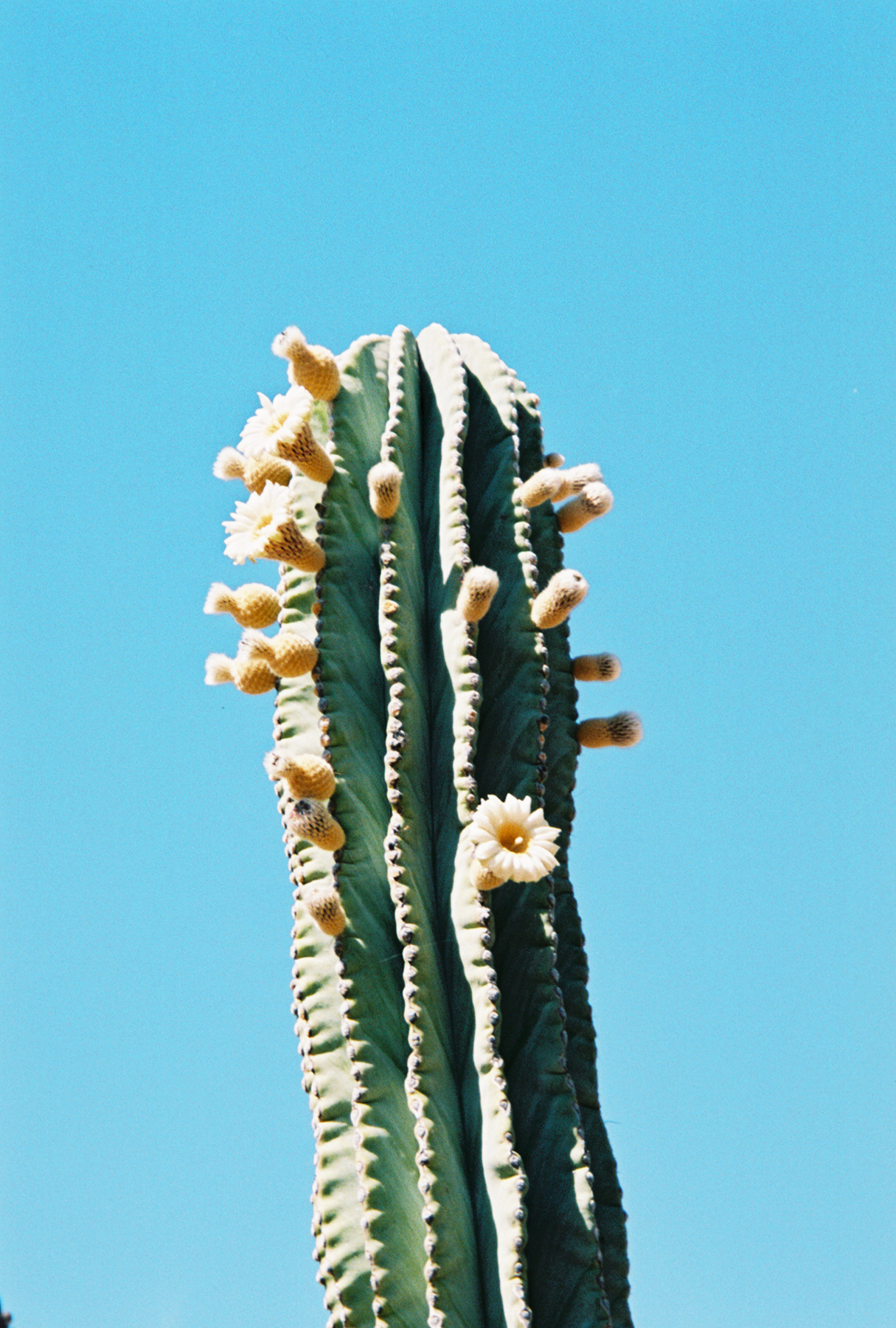
P. pringlei en fleurs